# Szibériai szövetségi körzet

A Szibériai szövetségi körzet elhelyezkedése

A Szibériai szövetségi körzet (Сибирский федеральный округ, Szibirszkij  fegyeralnij okrug) Oroszország nyolc szövetségi körzetének egyike.

## Jellemzése
Területe: 5 114 800  km², az ország területének csaknem 30%-a. Lakossága közel 20 millió fő.
Az elnöki képviselet székhelye: Novoszibirszk
- Az elnök meghatalmazott képviselője: Viktor Alekszandrovics Tolokonszkij (2010. szeptember 9. óta; előtte a Novoszibirszki terület kormányzója volt.)
- Korábbi elnöki képviselők a szövetségi körzetben:

1. Leonyid Vagyimovics Dracsevszkij (2000. május 18. – 2004. szeptember 9.)
2. Anatolij Vasziljevics Kvasnyin (2004. szeptember 9. – 2010. szeptember 9.)

### Összetétele
Ebbe a szövetségi körzetbe tartozott 2018. november 3-ig a föderáció 12 alanya (szubjektuma). Vlagyimir Putyin elnöki rendelete a besorolást megváltoztatta: Burjátföldet (a térképvázlaton '3'-as számmal jelölve) és a Bajkálontúli határterületet (a térképvázlaton '4'-es számmal jelölve) innen kiemelte és a Távol-keleti szövetségi körzethez csatolta. A szövetségi körzet 10 alanya 2018. november 3-tól:
| Szibériai szövetségi körzet | Szibériai szövetségi körzet | Szibériai szövetségi körzet | Szibériai szövetségi körzet |
| Szám a térképen             | Zászló                      | Föderáció alanya            | Székhely                    |
| --------------------------- | --------------------------- | --------------------------- | --------------------------- |
| 1                           |                             | Altaj köztársaság           | Gorno-Altajszk              |
| 2                           |                             | Altaji határterület         | Barnaul                     |
| 3                           |                             | Irkutszki terület           | Irkutszk                    |
| 4                           |                             | Kemerovói terület           | Kemerovo                    |
| 5                           |                             | Krasznojarszki határterület | Krasznojarszk               |
| 6                           |                             | Novoszibirszki terület      | Novoszibirszk               |
| 7                           |                             | Omszki terület              | Omszk                       |
| 8                           |                             | Tomszki terület             | Tomszk                      |
| 9                           |                             | Tuva                        | Kizil                       |
| 10                          |                             | Hakaszföld                  | Abakan                      |

## Külső hivatkozások
- A Szibériai szövetségi körzet hivatalos honlapja